# Alcohol (Zeitschrift)
Alcohol ist eine wissenschaftliche Fachzeitschrift, die vom Elsevier-Verlag veröffentlicht wird. Sie erscheint mit neun Ausgaben im Jahr. Die Zeitschrift verfolgt einen multidisziplinären Ansatz und veröffentlicht Arbeiten, die sich mit Effekten von Alkohol auf das Nervensystem beschäftigen, sowie mit Ursachen und Konsequenzen des Alkoholabusus und Alkoholismus und biomedizinischen Aspekten der Diagnose, Ätiologie, Behandlung und Prävention von Erkrankungen, die durch Alkohol verursacht werden.
Der Impact Factor lag im Jahr 2023 bei 2,5. Nach der Statistik des ISI Web of Knowledge wird das Journal mit diesem Impact Factor in der Kategorie Drogenmissbrauch an elfter Stelle von 19 Zeitschriften, in der Kategorie Pharmakologie und Pharmazie an 149. Stelle von 254 Zeitschriften und in der Kategorie Toxikologie an 57. Stelle von 87 Zeitschriften geführt.